# Federico Lombardi
Federico Lombardi SJ (Saluzzo, Piamonte, 29 de agosto de 1942) es un sacerdote jesuita italiano, que fue durante años portavoz de la Santa Sede (2006-2016), sustituyendo al español Joaquín Navarro Valls. También fue director del Centro Televisivo Vaticano (CTV) y de Radio Vaticano.
El 11 de julio de 2016, el papa Francisco nombró como nuevo portavoz de la Santa Sede al periodista estadounidense Greg Burke.